# Цара-де-Жос
Цара-де-Жос, також Нижня або Південна Молдова (рум. Ţara de Jos, в букв. перекладі: нижня країна) — одна з трьох культурно-географічних частин Молдовського князівства. Займала його саму густонаселену південну частину, а тому грала першорядне значення в адміністративно-територіальному устрої князівства. У свою чергу ділилася на 12 повітів (у слов'янських джерелах вони називалися держави; в молдовських — цинутами):

## Адміністративно-територіальний поділ
- Ясський повіт (центр Ясси — столиця пізнього князівства)
- Кирлігатурський повіт (центр Тиргу-Фрумос)
- Романський повіт (центр — Роман)
- Васлуйський повіт (центр в Васлуй).
- Тутовський повіт (центр в Бирлад)
- Текучський повіт (центром у місті Текуч)
- Путнянський повіт (центр в місті Фокшани)
- Кохурлуйський повіт (центр в місті Галац)
- Фалчінський повіт (центр в Фелчу)
- Лапушнянський повіт (до приходу турків головним було місто Тігіна, після — Лапушна)
- Оргіївський повіт (центр в Оргіїві)
- Сорокський повіт (центр в місті Сороки)

Нижньою Молдовою завідував один з двох великих ворників, призначуваних князем. У самих повітових містах перебували представники господаря — намісники або пиркалаби.

## Див.також

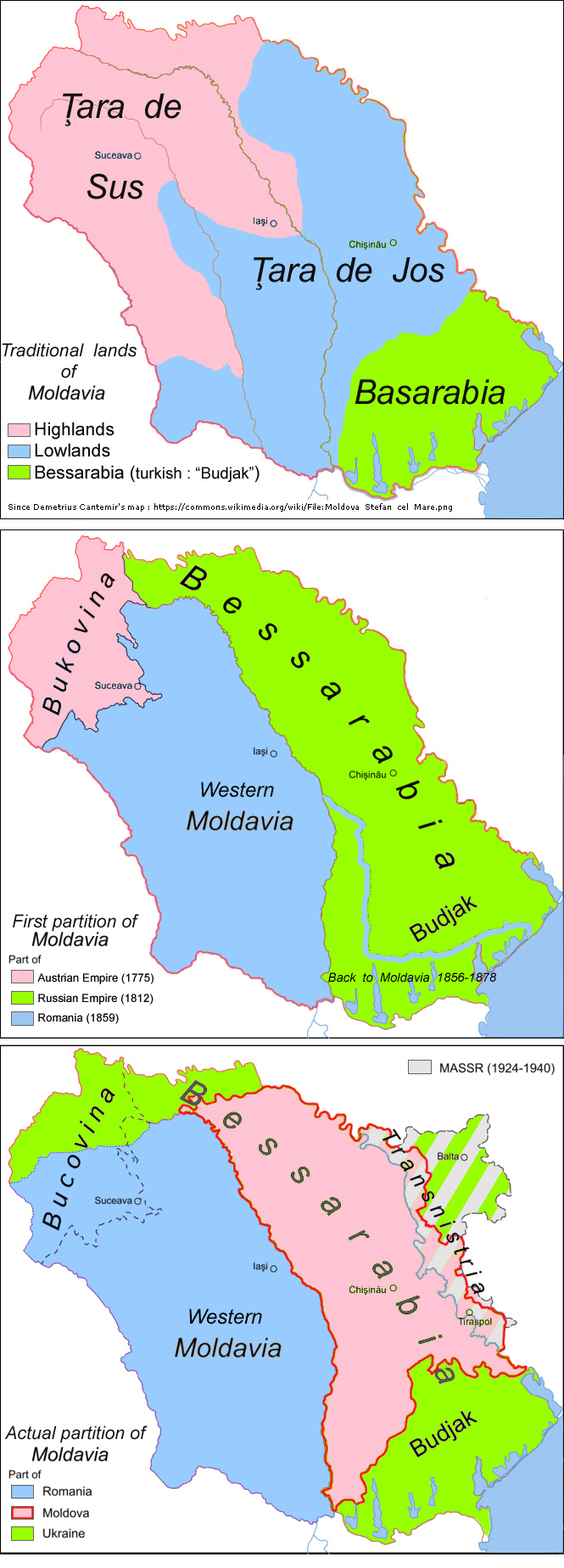
Молдова протягом століть.

- Цара-де-Сус